# Den Oudsten
Den Oudsten Bussen BV war ein niederländischer Omnibushersteller aus Woerden. Er wurde 1926 von Marinus den Oudsten und Floris Domburg gegründet und 2001 aufgrund von fehlenden Aufträgen aufgelöst.

## Geschichte

### Erste Jahre
Bis zum Zweiten Weltkrieg hieß die Karosseriefabrik Den Oudsten & Domburg. In den 1930er Jahren baute sie viele Busse auf Fahrgestelle von Opel und Bedford für zum Beispiel die Gemeente vervoerbedrijf Utrecht (GTW) und die Stadtbahn in Utrecht. Nach Kriegsende trennten sich die Partner. 1947 gründete Floris Domburg im nahegelegenen Montfoort die Karosseriefabrik Domburg, die bis in die 1970er vor allem Reisebusse baute.

### Nach dem Krieg

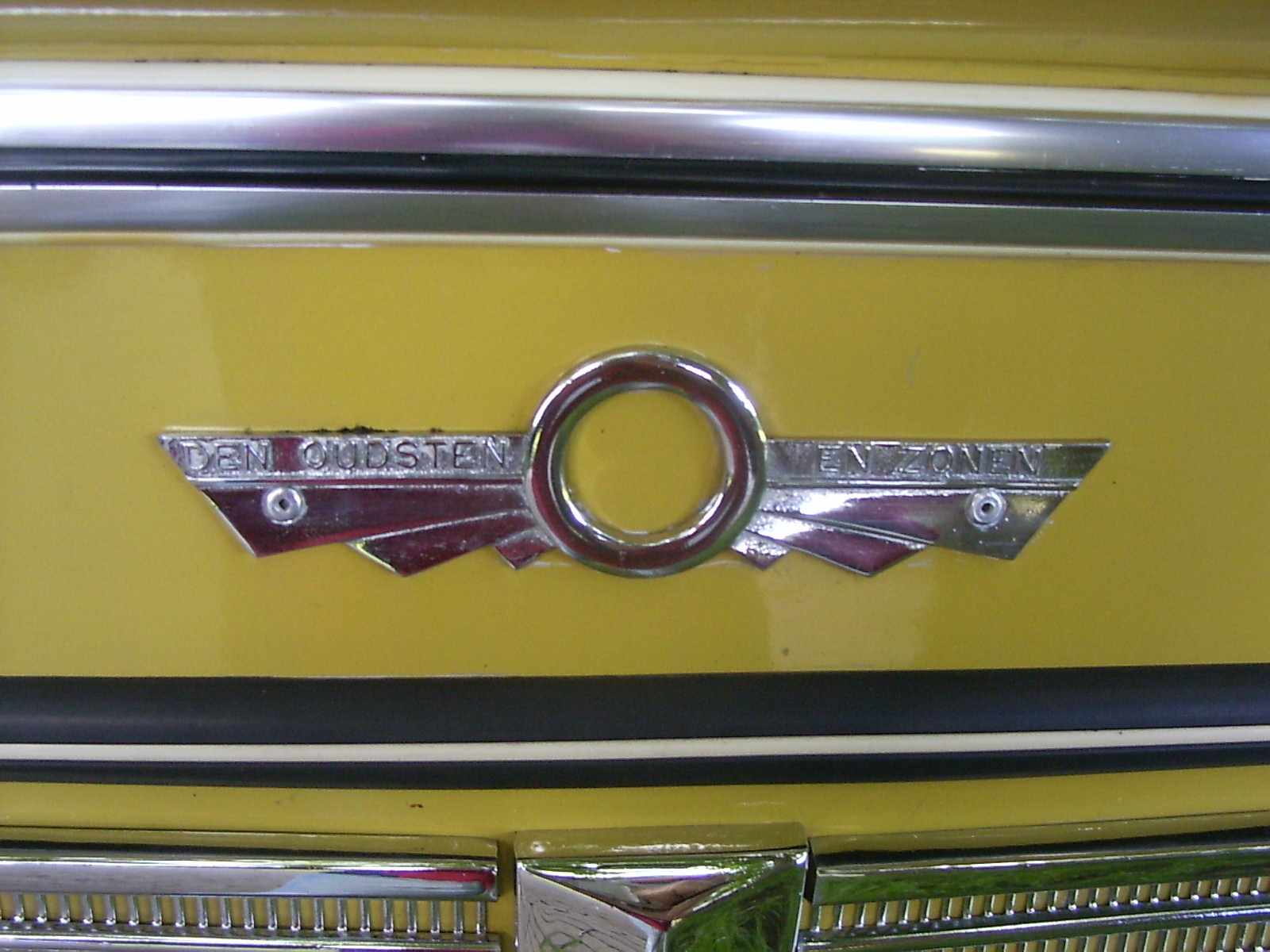
Den Oudsten-Logo in den 1960er Jahren

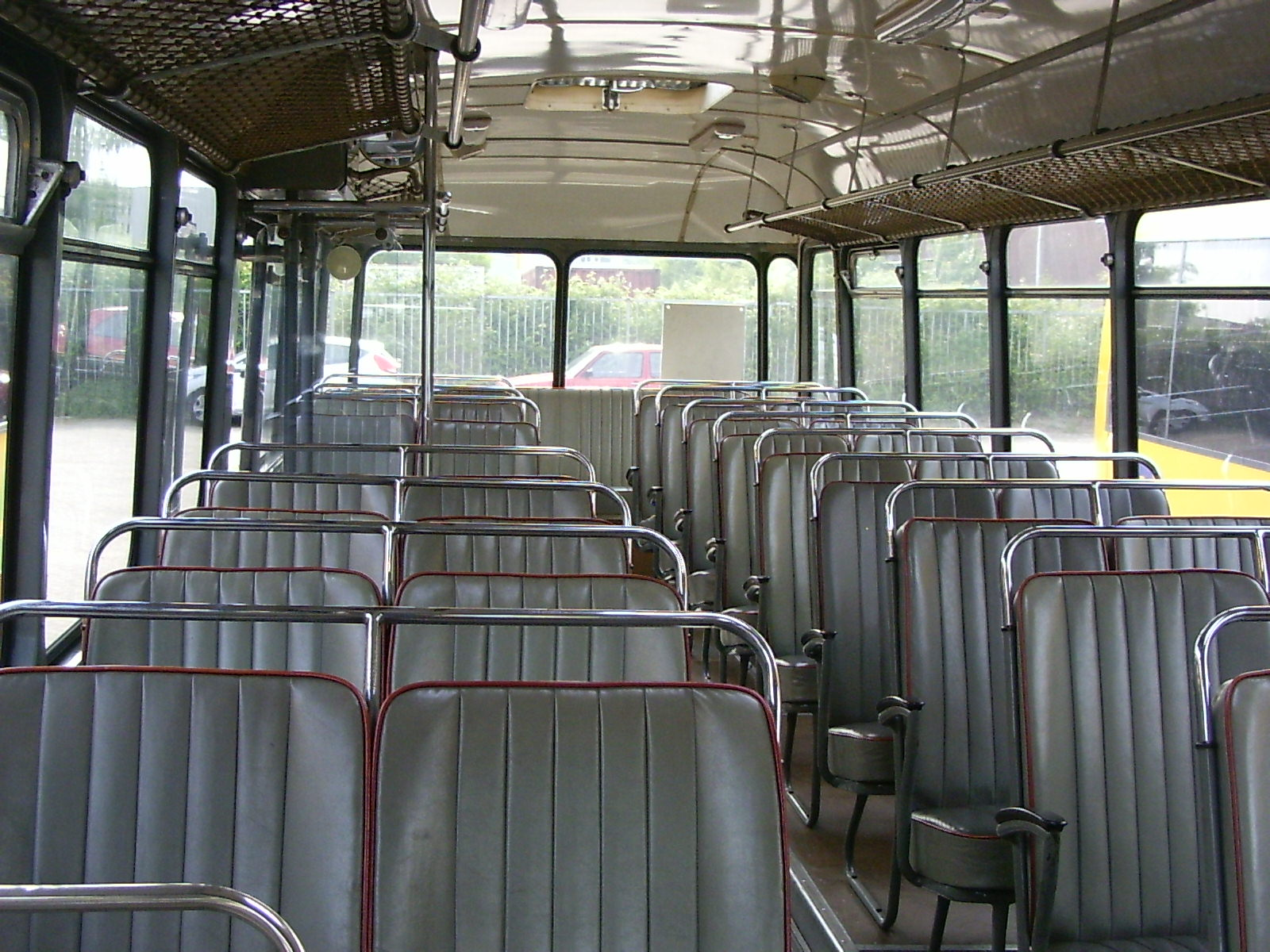
Inneneinrichtung eines Den Oudsten-Bus von 1962

Den Oudsten blieb ein Familienunternehmen und lieferte in den 1950er und 1960er Jahren Regionalbusse auf Fahrgestellen von Leyland, DAF, Scania Vabis, Guy und Volvo an Großkunden wie den GTW und Tochtergesellschaften der Nederlandse Spoorwegen (NS), der niederländischen Eisenbahngesellschaft. Darüber hinaus baute Den Oudsten Reisebusse.
Außerdem begann Den Oudsten mit dem Bau von selbsttragenden Karosserien. 1956 wurden die ersten vier Busse an die NS-Tochter Streekvervoer Walcheren geliefert. Diese Busse hatten den Markennamen Leyhol Special LHS-Den Oudsten. Ein Großteil der Teile stammte von Leyland. Der Woerden 12S-Stadtbus, der von 1962 bis 1963 für die Firma Eltax in Leiden gebaut wurde, basierte auf einem DAF-Chassis mit Heckmotor. Beide Prototypen wurden anschließend in Eindhoven eingesetzt und es wurden zwischen 1965 und 1966 16 weitere Busse hergestellt. Wegen ihrer markanten Windschutzscheibenkonstruktion erhielten sie bald den Spitznamen Duikboot, zu Deutsch „U-Boot“, nach dem Film über Kapitän Nemo. Dessen U-Boot, die Nautilus, hatte eine Glaskuppel für den Steuermann, die sehr an die Windschutzscheibe erinnert. Die Heckscheibe war ebenfalls sehr markant. Zwischen 1962 und 1967 wurden Dutzende dieser „Duikboten“ auf Fahrgestellen von Leyland ausgeliefert, hauptsächlich an GTW und GVG. 15 Busse waren selbsttragende Modelle und wurden unter dem Markennamen Leyland-Den Oudsten LO an die NS-Töchter GADO, GDS und RTM geliefert.
Zwischen 1964 und 1967 wurden 80 leicht modifizierte Exemplare des selbsttragenden Bolramer-Regionalbus gebaut. 1968 baute Den Oudsten insgesamt 40 Standard-Stadtbusse, für die Commissie Standaardisering Autobusmaterieel (CSA), die die Den-Oudsten-Busse mit dem Hauptlieferanten Hainje vergleichen wollte. 10 Serien dieser Busse wurden an HTM Personenvervoer, RET, GEVU und GVB geliefert.

### Expansion
Nachdem die bisherige Busabteilung von Werkspoor 1962 und die Bussparte von Verheul 1970 aufgelöst wurden, stieg Den Oudsten zum Hauptlieferanten für den öffentlichen Personennahverkehr in den Niederlanden auf. Hauptsächlich produzierte Den Oudsten den Großteil der Standard-Regionalbusse des Typs 4706. Sie wurden normalerweise auf einem DAF MB200-Chassis oder selbsttragend auf Basis des Leyland-Den Oudsten LOB gebaut. Nachfolger war dann der Den Oudsten B 88. Jahrzehntelang bestand der Großteil der Flotte der niederländischen Busunternehmen aus Den Oudsten-Bussen. Auch Busunternehmen, die im Auftrag der belgischen NMVB sowie deren Nachfolgerunternehmen die flämische De Lijn und wallonische TEC, Buslinien betrieben, hatten einige Den-Oudsten-Busse in ihren Flotten.
1980 wurde dann der Bushersteller Van Rooijen in Montfoort übernommen. Dieser produzierte vorerst unter eigenem Namen weiter. 1986 kaufte Jan den Oudsten, einer der Direktoren des Familienunternehmens, den kanadischen Bushersteller Flyer Industries und benannte ihn in New Flyer Industries um. Dieses Unternehmen ist als NFI Group weiterhin auf den US-amerikanischen und kanadischen Märkten tätig und war rechtlich von der Den Oudsten Buses BV getrennt. Allerdings teilen sie sich das Firmenlogo. Bei der Entwicklung der Niederflurbusse arbeitete Den Oudsten mit dem kanadischen Unternehmen Nova Bus zusammen.

### Letzte Jahre

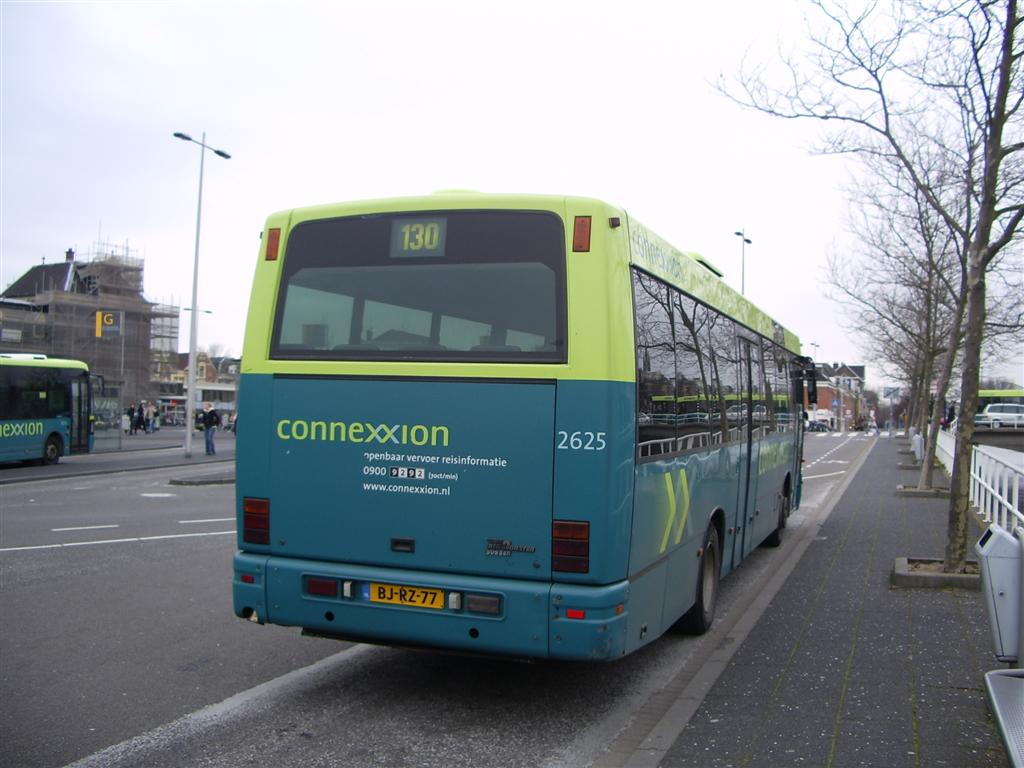
Rückseite eines Den Oudsten Alliance

1990 wurde das Familienunternehmen Den Oudsten an United Bus verkauft, zu denen auch DAF Bus und BOVA gehörten. United Bus und seine Tochterunternehmen meldeten 1993 Bankrott an. Da Jan den Oudsten das Betriebsgelände zurückkaufte, konnte Den Oudsten den Betrieb wieder aufnehmen. Die Busse wurden nun auch nach Deutschland, Belgien, Griechenland, Palästina und Schweden geliefert. Nirgends konnten aber längerfristige Kundenbeziehungen aufgebaut werden.
In den 90er Jahren wurde die erfolgreiche Alliance-Modellreihe einschließlich des B96 Alliance City entwickelt. Die Alliance-Busse wurden ab 1990 mit Dieselmotor von DAF, Volvo oder MAN ausgeliefert. Außer den selbsttragenden Alliance-Bussen wurden auch Busse auf Fahrgestellen von DAF/VDL, Volvo oder Iveco gebaut, serienmäßig mit Heckmotor, aber optional auch mit Unterflurmotor.
1997 und 1998 wurden in Woerden noch rund 100 New Flyer Busse montiert.
Um die Jahrtausendwende wurde mit Fokker Space und Duvedec an den innovativen Buskonzepten X97, X98 und Avance gearbeitet. Eine Serienproduktion kam aber nicht zustande. Die niederländischen ÖPNV-Unternehmen kauften nicht mehr wie früher selbstverständlich niederländische Busse, sondern deckten sich auf dem europäischen Markt ein. Dadurch kam das Unternehmen um die Jahrtausendwende wieder in finanzielle Schwierigkeiten. Den Oudsten konnte im Export zwar einige Erfolge erzielen, aber dies konnte den wegbrechenden Heimatmarkt nicht ausgleichen. 2001 stellte Den Oudsten aufgrund mangelnder Aufträge den Betrieb ein.
Techno Service Nederland (TSN), ein Tochterunternehmen von Connexxion, übernahm die Ersatzteilbestände und die Fertigungsunterlagen um die bestehende Den-Oudsten-Flotte einsatzbereit zu halten. Die letzten Den-Oudsten-Busse im niederländischen ÖPNV wurden von der Rotterdamer RET Ende 2019 außer Betrieb genommen.
Einige ausgemusterte niederländischen Linienbusse von Den Oudsten wurden ins Ausland exportiert. So gab es 2008 in Kuba und Georgien größere Den-Oudsten-Bus-Flotten.

## Galerie

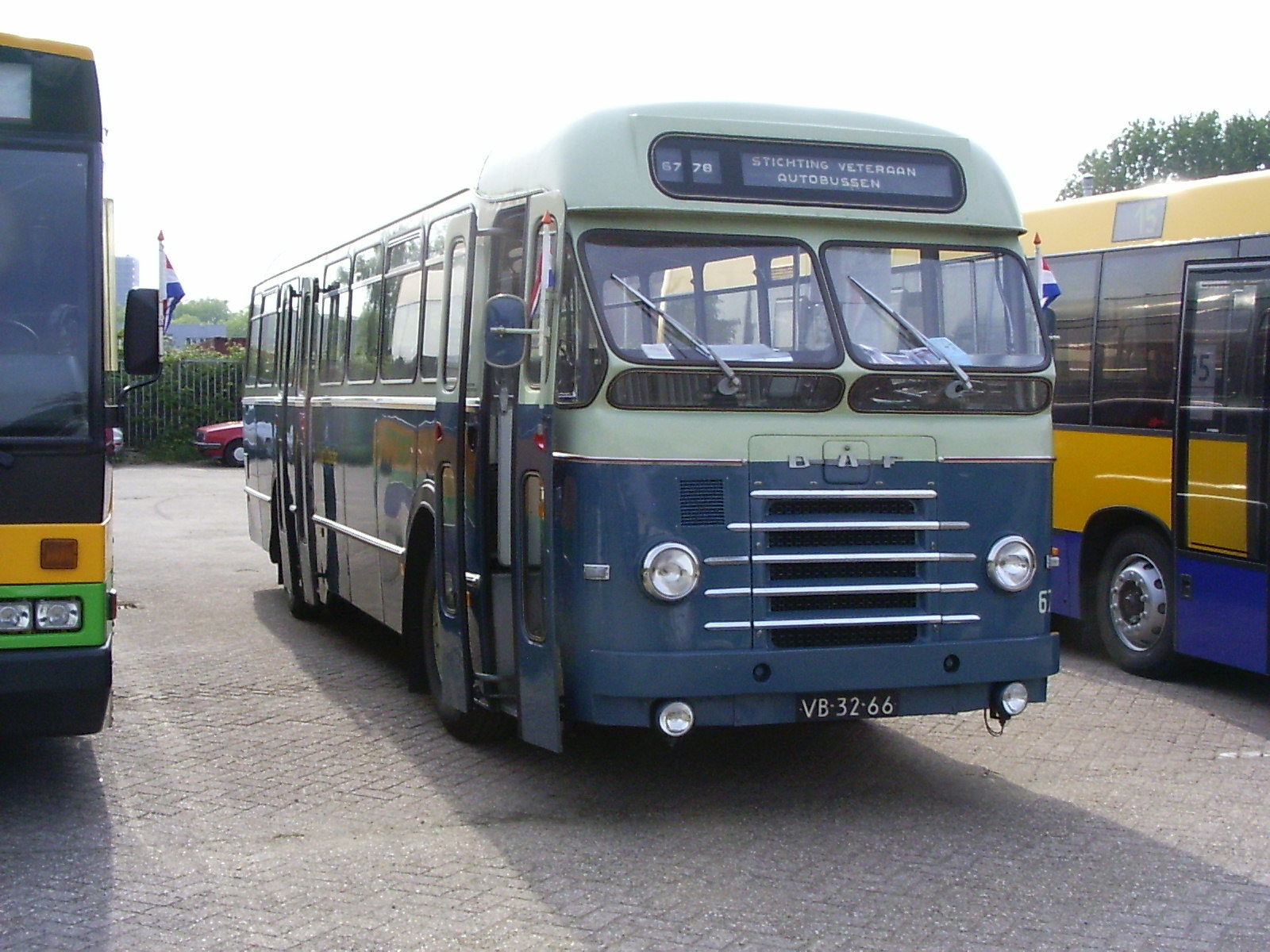
DAF TB102/Den Oudsten-Regionalbus 1962, Zuidooster
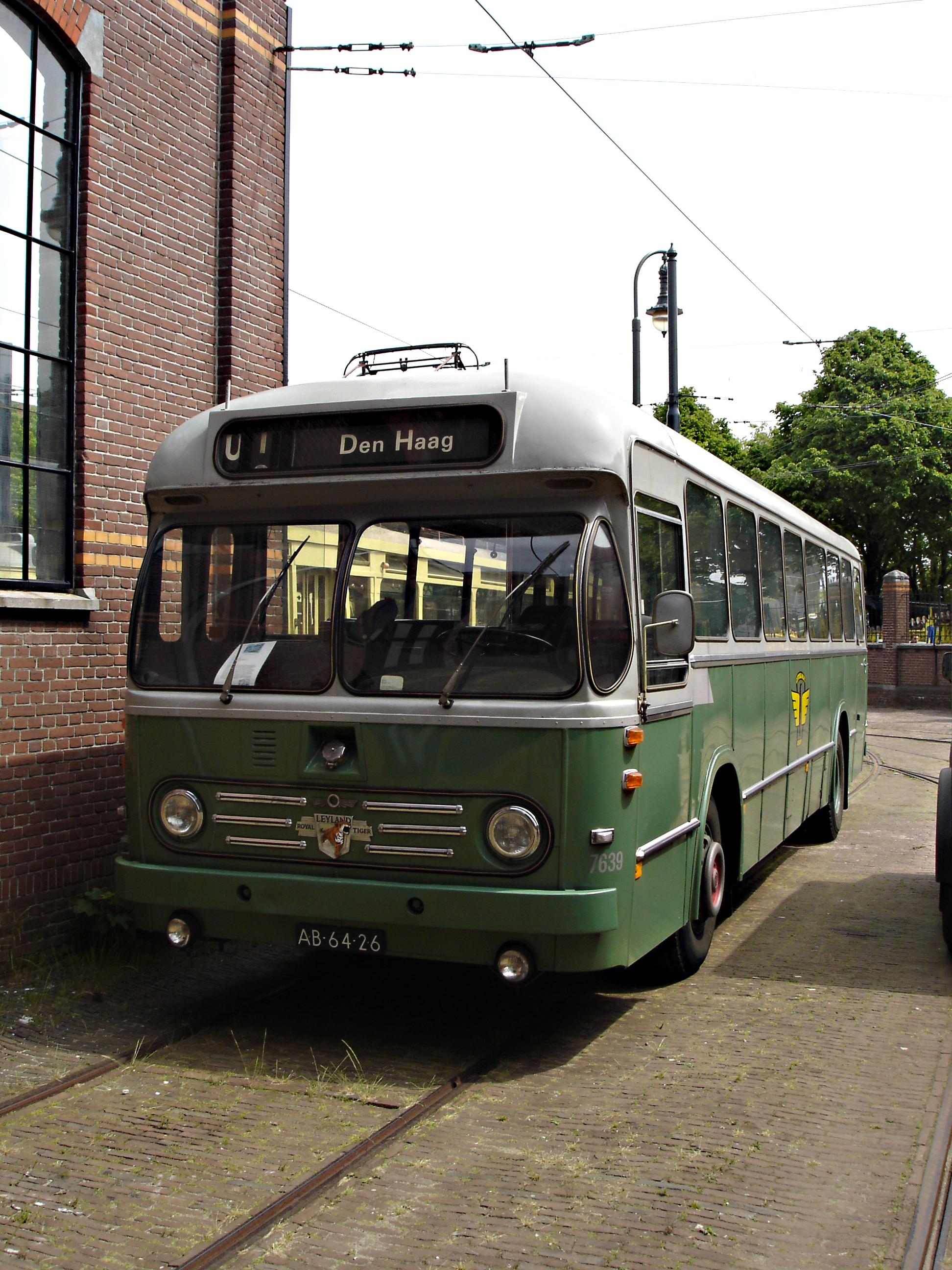
Leyland-Den Oudsten Bolramer-Regionalbus 1967
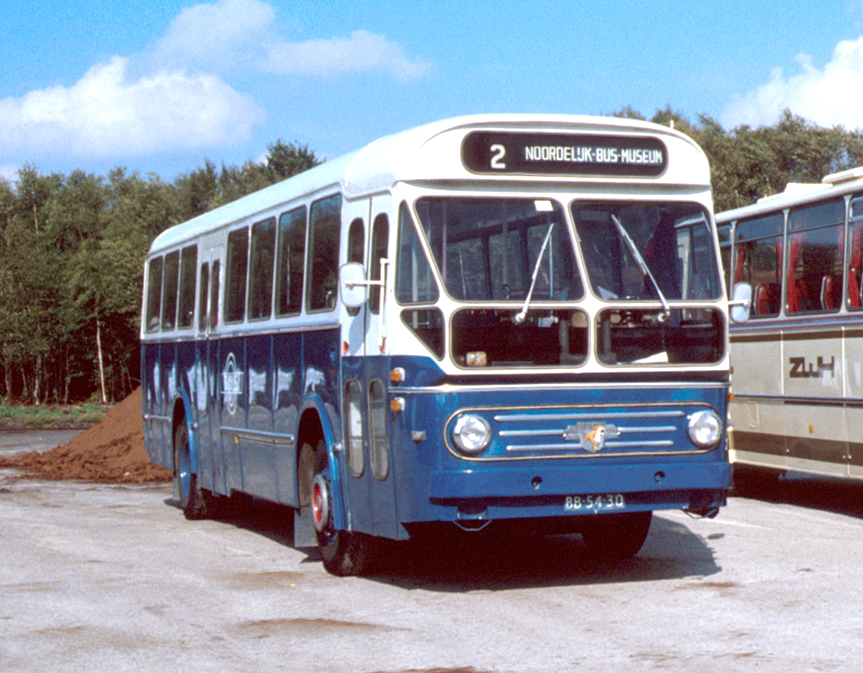
Leyland-Den Oudsten bus, model duikboot 1967, GDS
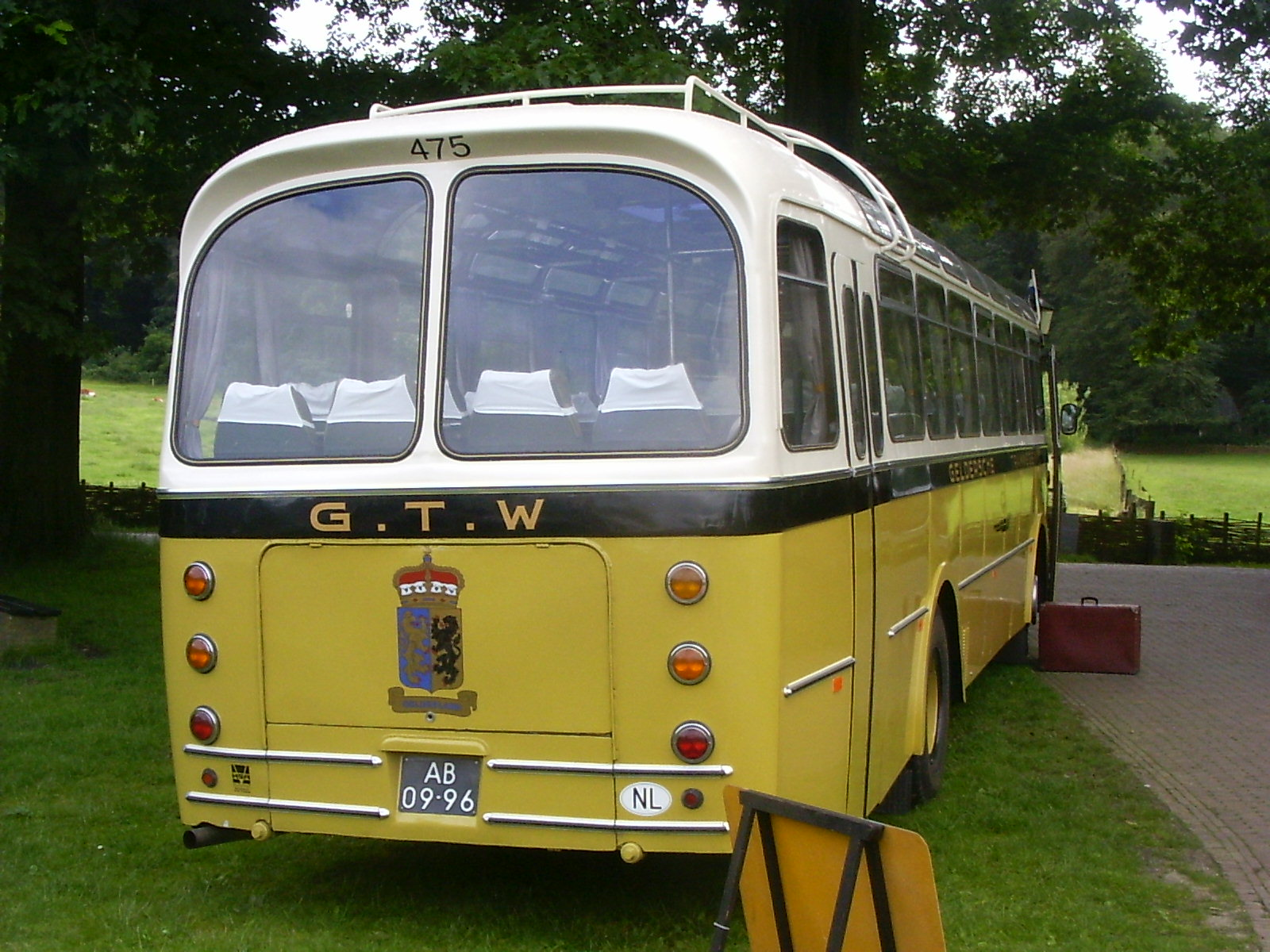
Charakteristische Den Oudsten-Heckscheibe aus den 1960er Jahren, GTW
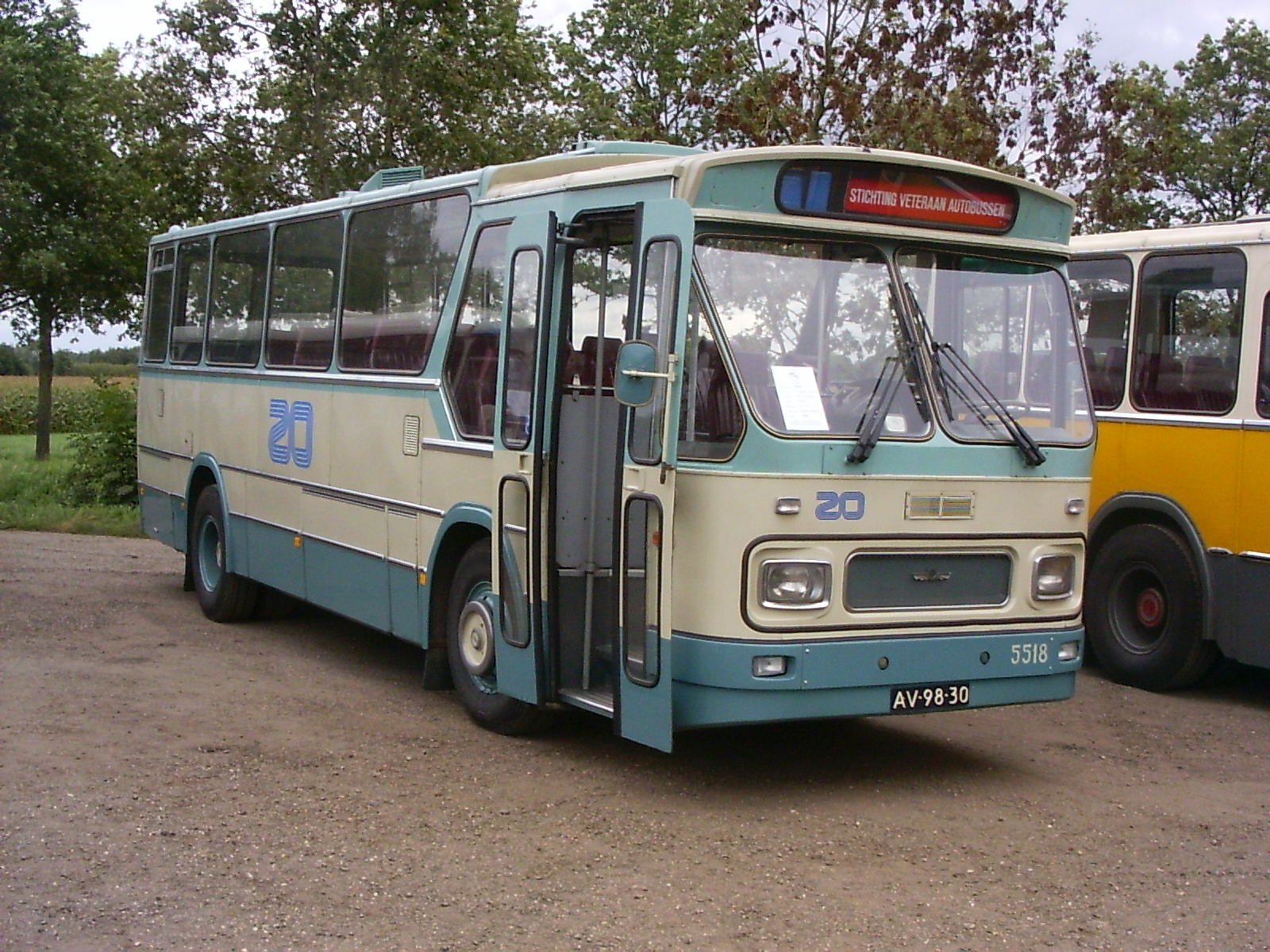
Leyland-Den Oudsten Überlandbus, Zuidooster
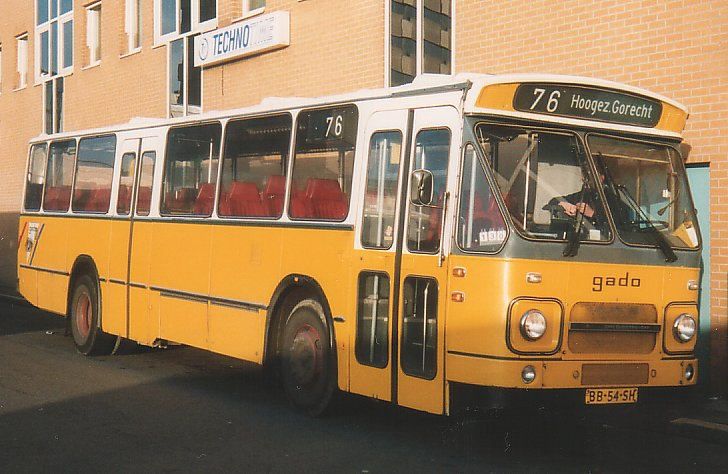
DAF MB200/Den Oudsten Regionalbus, GADO
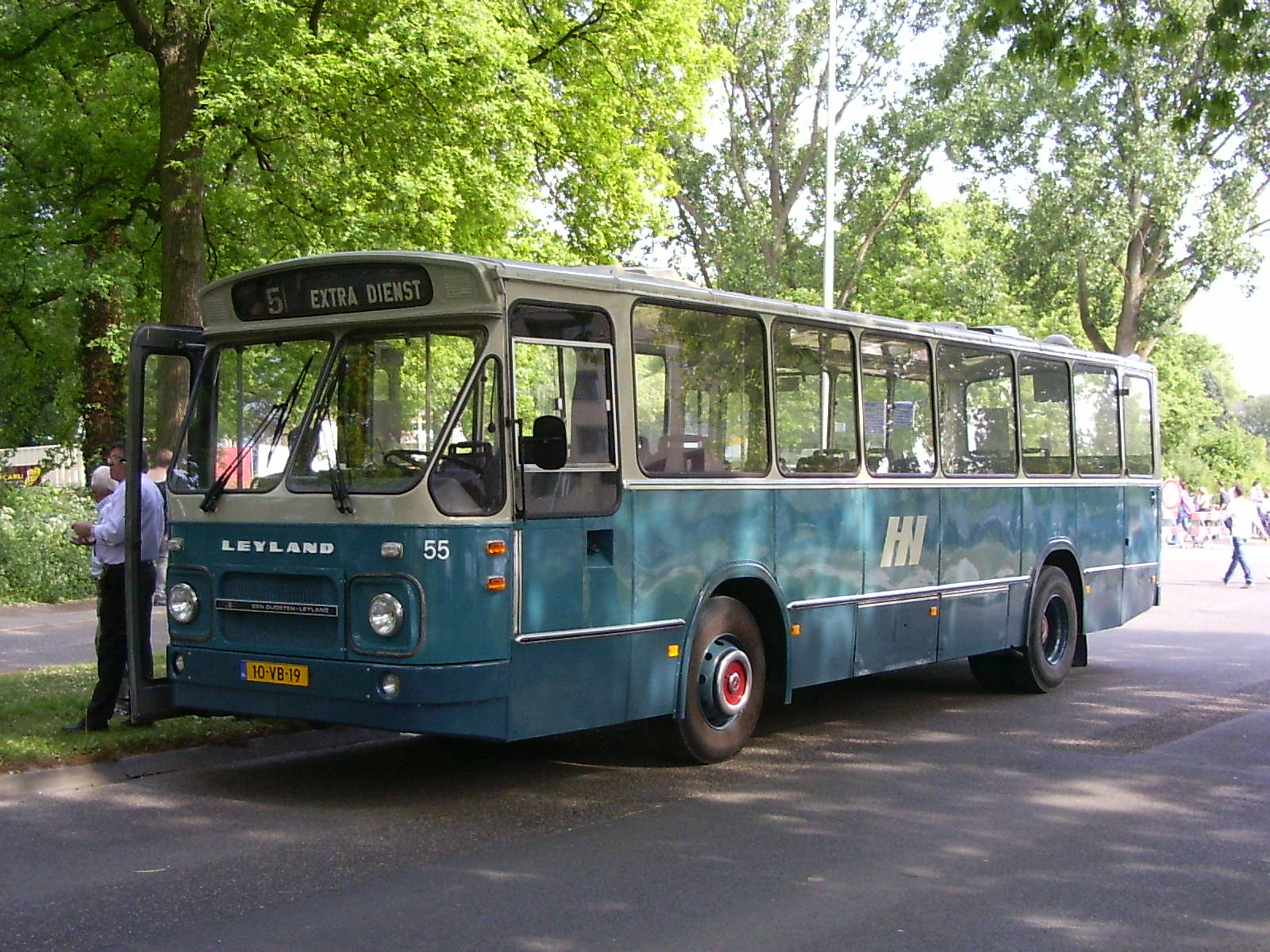
Leyland/Den Oudsten-Stadtbus von Amersfoort
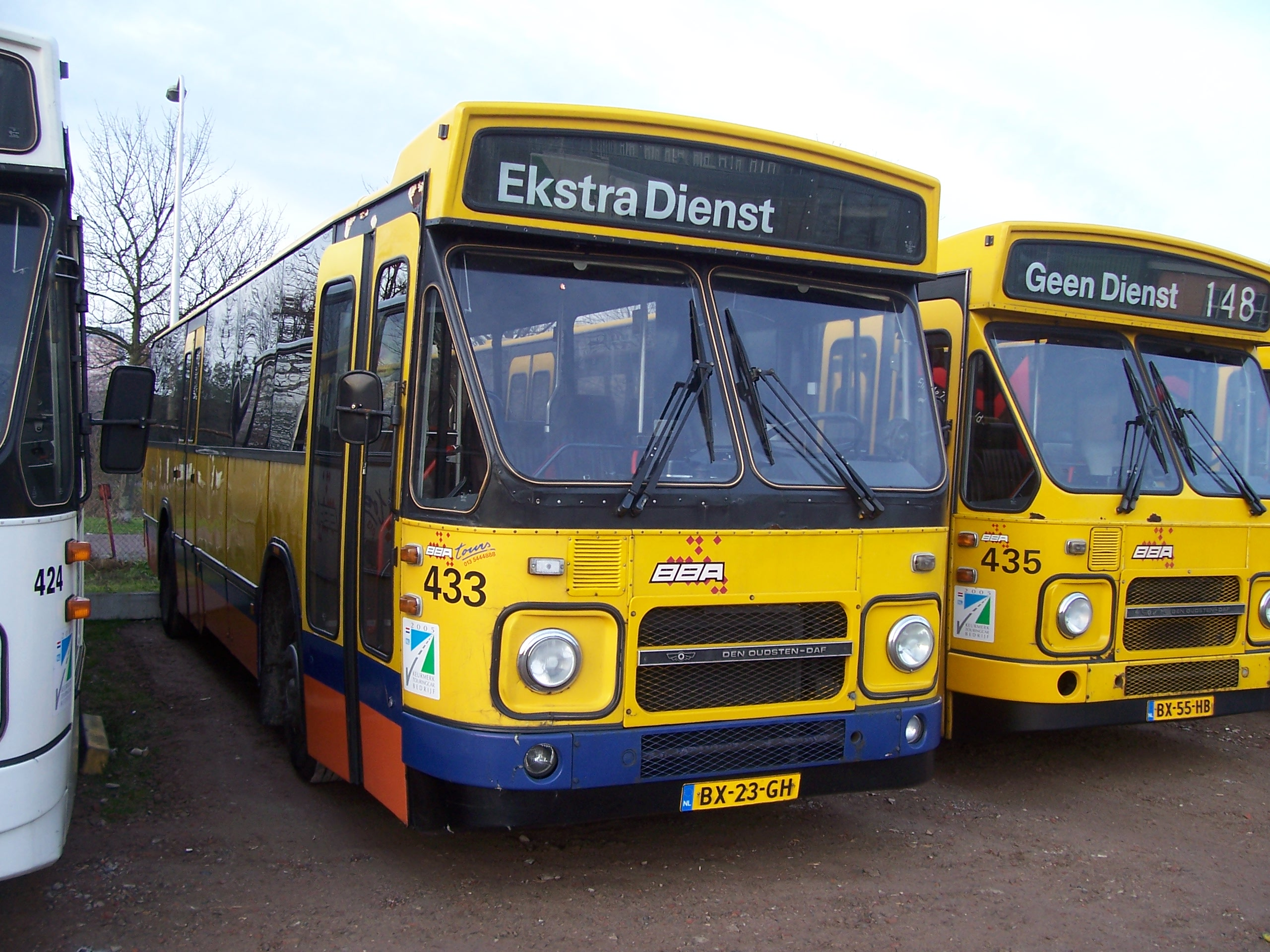
DAF MB200/Den Oudsten Regionalbus, BBA
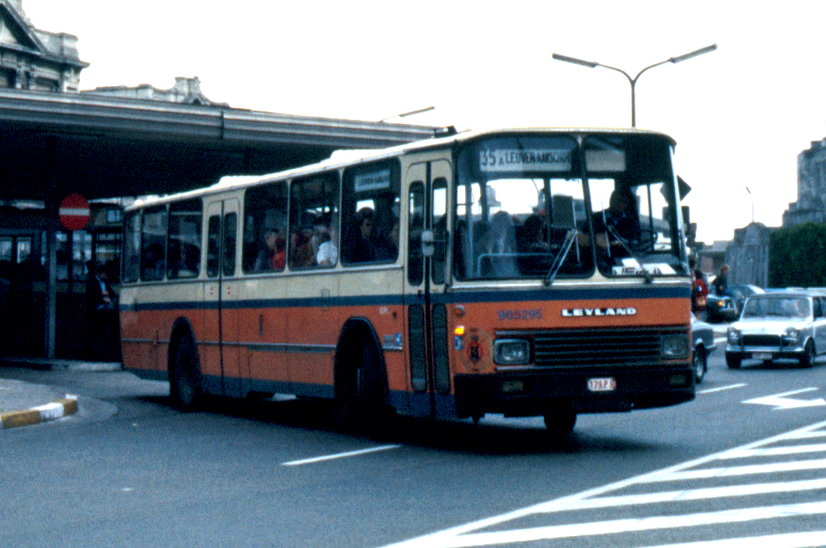
Leyland/Den Oudsten Bus
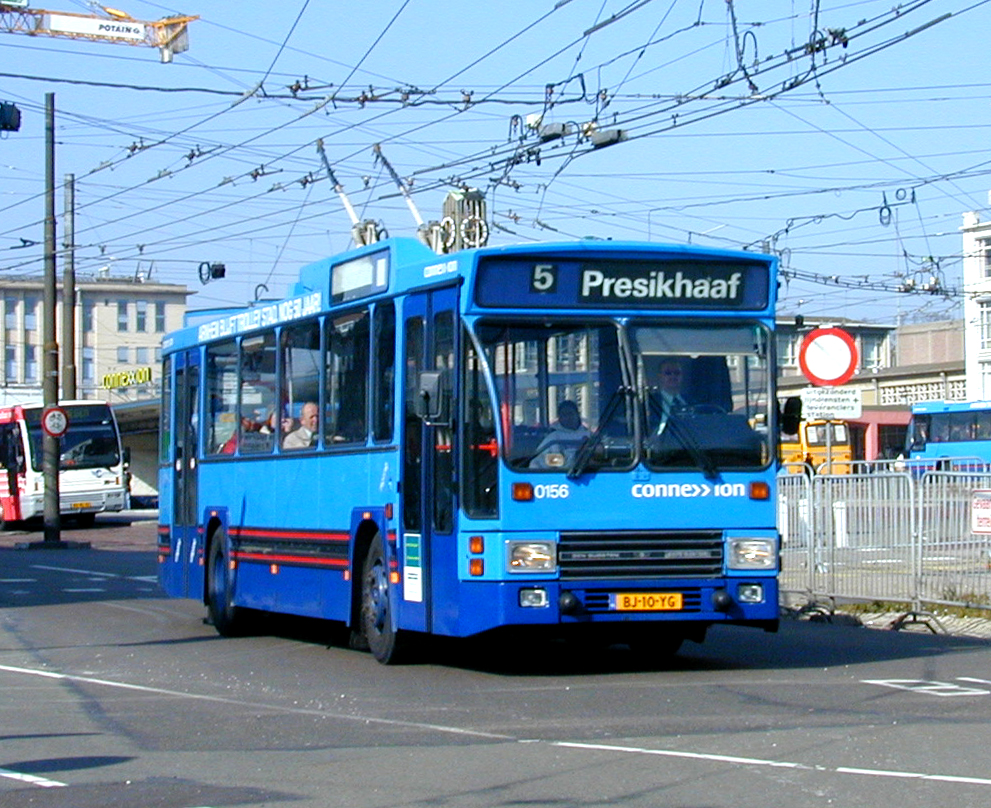
Den Oudsten B79T Oberleitungsbus in Arnhem
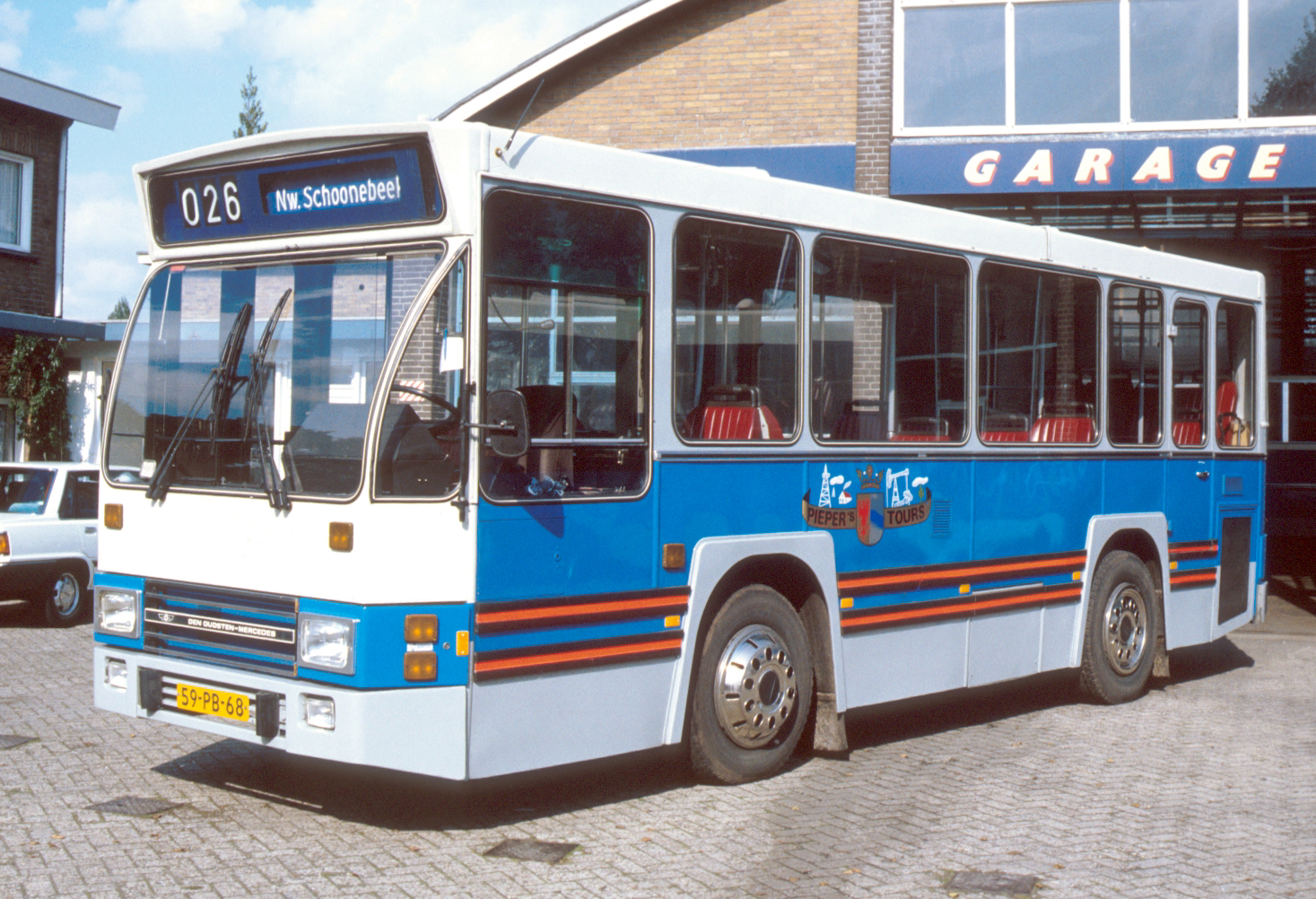
Den Oudsten B79-M380/Mercedes-Benz von Pieper in Nieuw-Schoonebeek
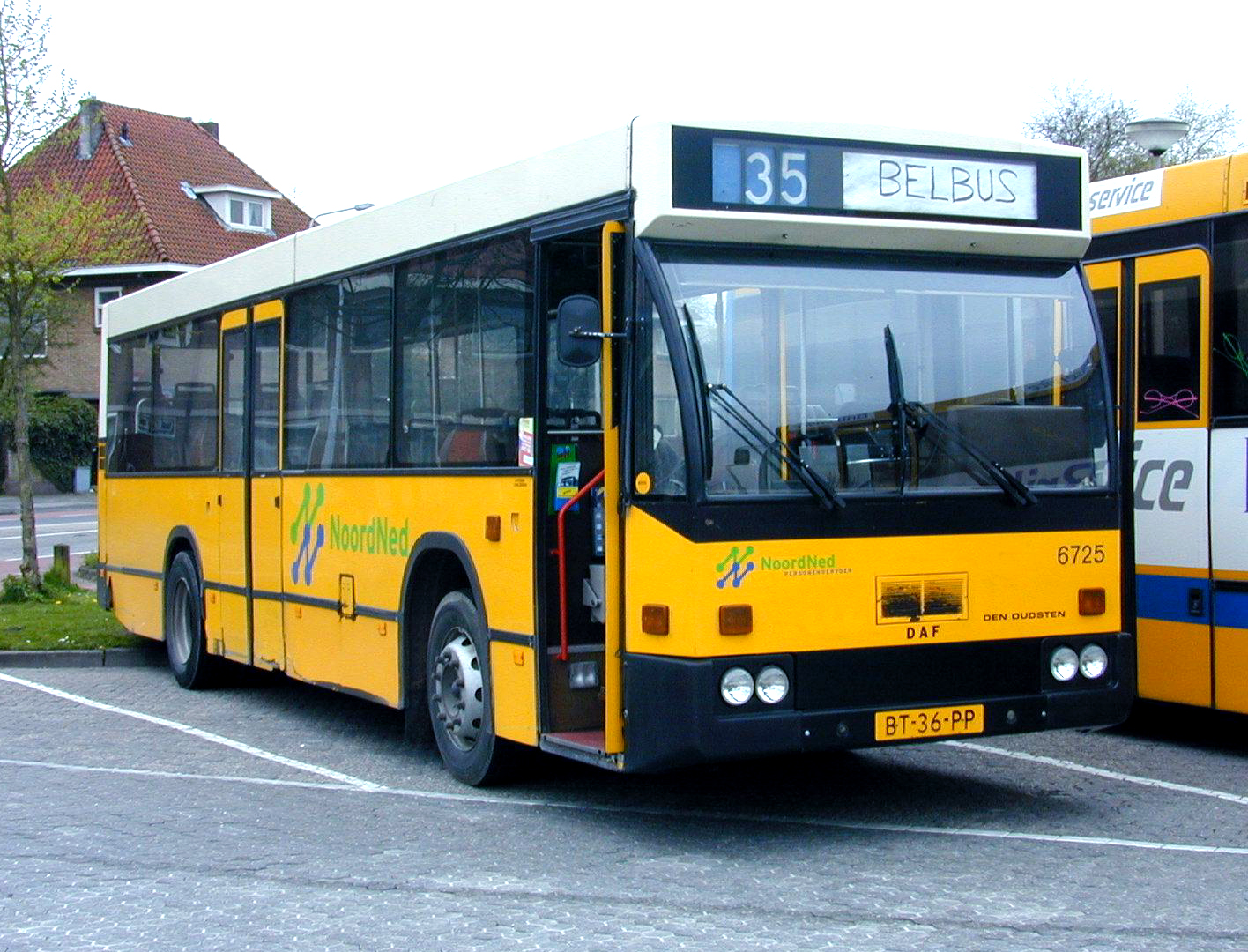
Den Oudsten B86 von Noordned
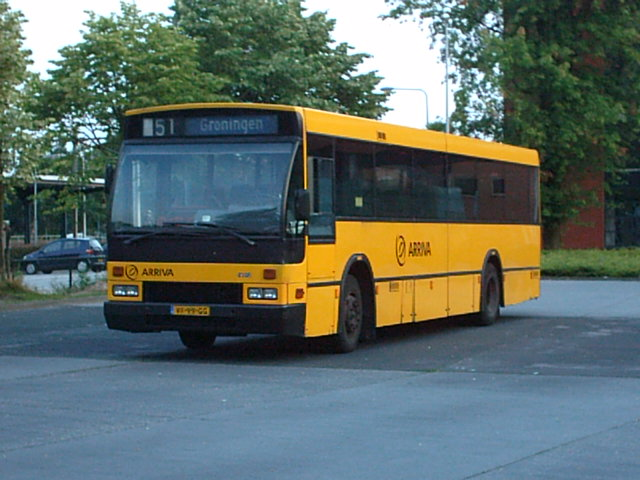
Den Oudsten B88, Arriva
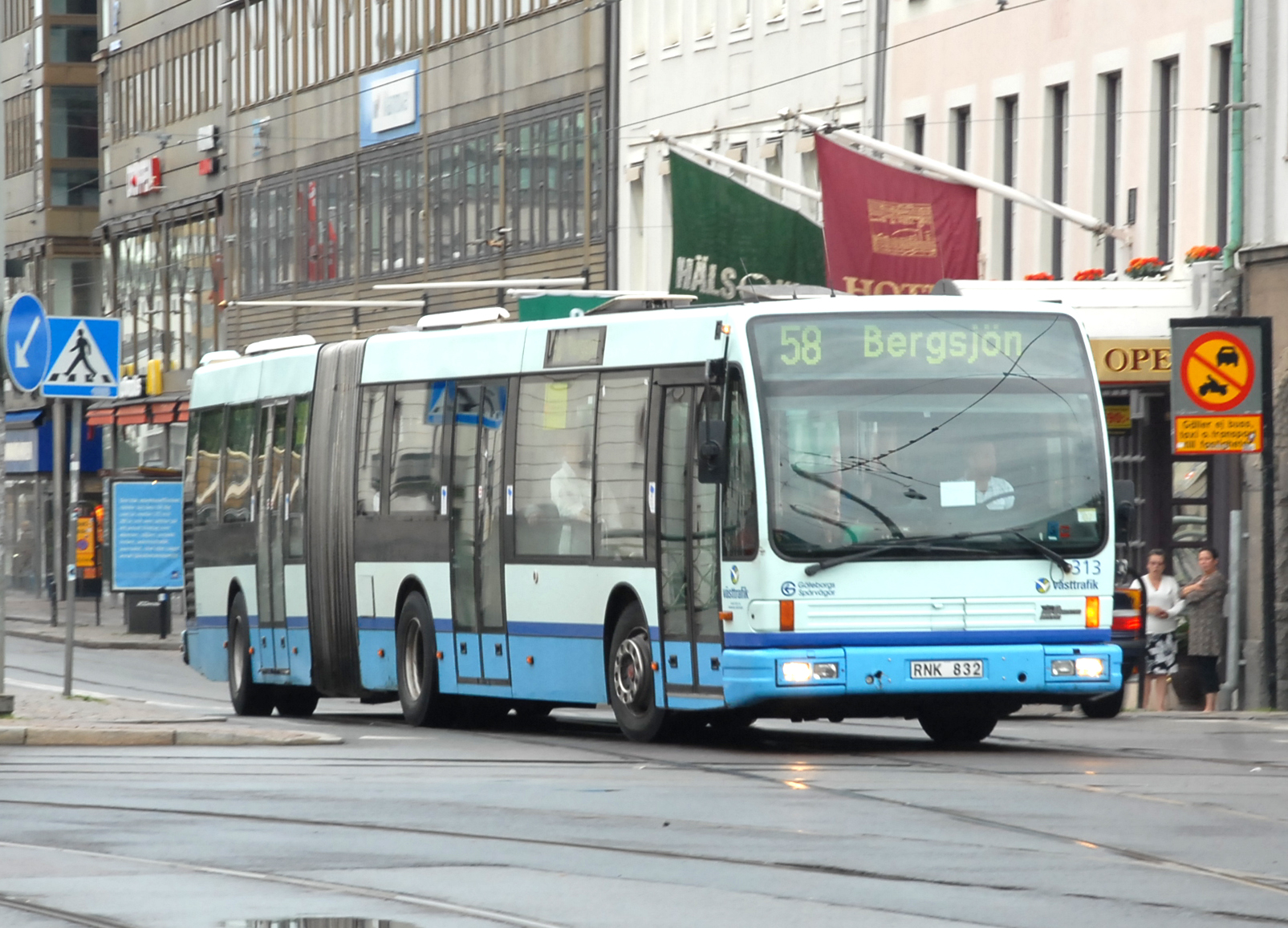
Den Oudsten B93 von Göteborgs Spårvägar
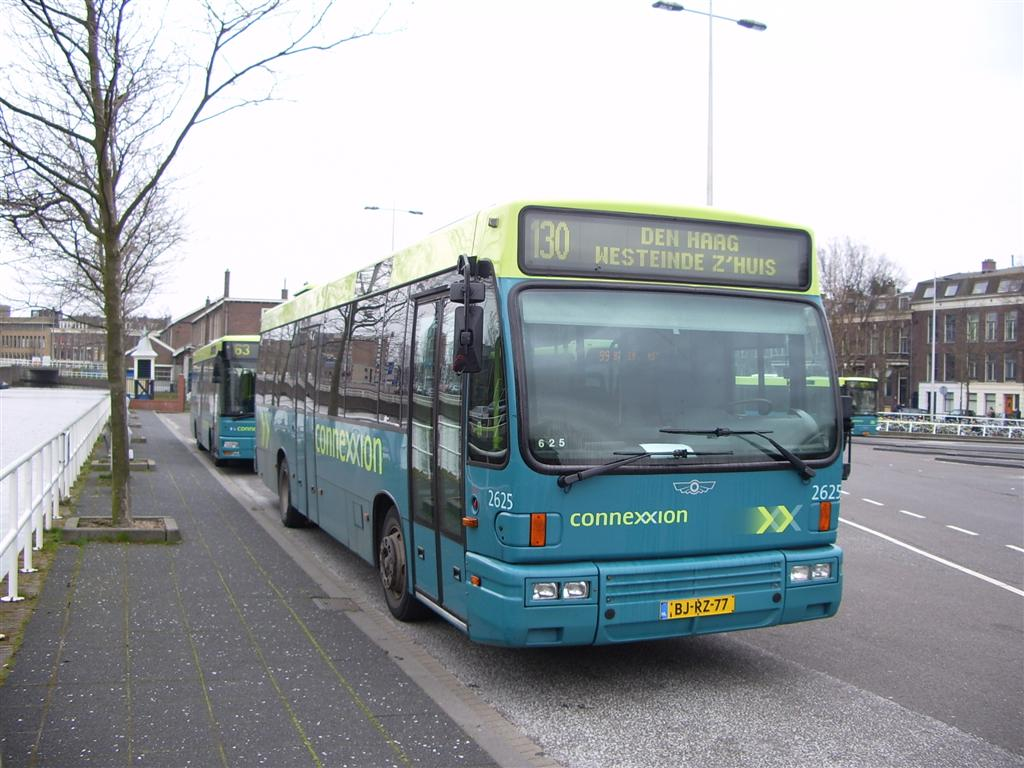
Den Oudsten B95 Alliance Intercity (Connexxion-Variante)
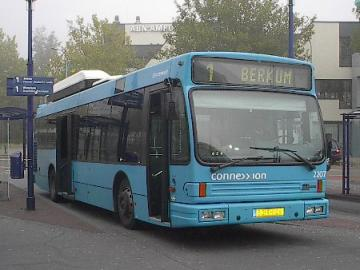
Den Oudsten B96 Alliance City, Stadtbus Zwolle
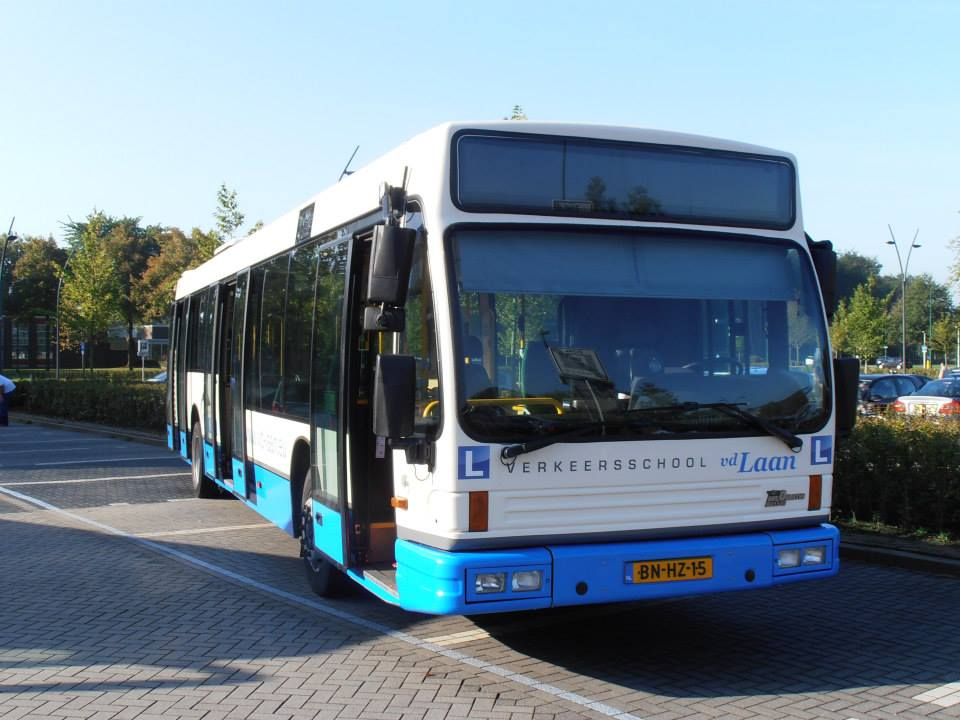
Den Oudsten B96 Alliance City, Verkeersschool v/d Laan (Oud RET 944)

## Typen (Auswahl)
- Den Oudsten B79
- Den Oudsten B85/B86
- Den Oudsten B88
- Den Oudsten Alliance (B89, B90, B91, B93, B95, B96)
- Den Oudsten X97
- Den Oudsten X98
- Den Oudsten Avance (B99)